# Llista d'asteroides/185401-185500
| Nom      | Designació provisional | Data de descobriment   | Lloc de descobriment | Descobridor/s       |
| -------- | ---------------------- | ---------------------- | -------------------- | ------------------- |
| 185401 - | 2006 WG96              | 19 de novembre de 2006 | Catalina             | CSS                 |
| 185402 - | 2006 WW108             | 19 de novembre de 2006 | Kitt Peak            | Spacewatch          |
| 185403 - | 2006 WV117             | 20 de novembre de 2006 | Mount Lemmon         | Mount Lemmon Survey |
| 185404 - | 2006 WJ120             | 21 de novembre de 2006 | Socorro              | LINEAR              |
| 185405 - | 2006 WQ128             | 26 de novembre de 2006 | 7300 Observatory     | W. K. Y. Yeung      |
| 185406 - | 2006 WJ129             | 26 de novembre de 2006 | 7300 Observatory     | W. K. Y. Yeung      |
| 185407 - | 2006 WN129             | 23 de novembre de 2006 | Goodricke-Pigott     | R. A. Tucker        |
| 185408 - | 2006 WT131             | 17 de novembre de 2006 | Mount Lemmon         | Mount Lemmon Survey |
| 185409 - | 2006 WY140             | 20 de novembre de 2006 | Kitt Peak            | Spacewatch          |
| 185410 - | 2006 WD147             | 20 de novembre de 2006 | Kitt Peak            | Spacewatch          |
| 185411 - | 2006 WY158             | 22 de novembre de 2006 | Socorro              | LINEAR              |
| 185412 - | 2006 WN161             | 23 de novembre de 2006 | Kitt Peak            | Spacewatch          |
| 185413 - | 2006 WP163             | 23 de novembre de 2006 | Kitt Peak            | Spacewatch          |
| 185414 - | 2006 WS163             | 23 de novembre de 2006 | Kitt Peak            | Spacewatch          |
| 185415 - | 2006 WL171             | 23 de novembre de 2006 | Kitt Peak            | Spacewatch          |
| 185416 - | 2006 WU171             | 23 de novembre de 2006 | Kitt Peak            | Spacewatch          |
| 185417 - | 2006 WJ172             | 23 de novembre de 2006 | Kitt Peak            | Spacewatch          |
| 185418 - | 2006 WH182             | 24 de novembre de 2006 | Mount Lemmon         | Mount Lemmon Survey |
| 185419 - | 2006 WU185             | 17 de novembre de 2006 | Palomar              | NEAT                |
| 185420 - | 2006 WC191             | 27 de novembre de 2006 | Kitt Peak            | Spacewatch          |
| 185421 - | 2006 WL191             | 27 de novembre de 2006 | Kitt Peak            | Spacewatch          |
| 185422 - | 2006 WS192             | 27 de novembre de 2006 | Kitt Peak            | Spacewatch          |
| 185423 - | 2006 XM                | 10 de desembre de 2006 | RAS                  | A. Lowe             |
| 185424 - | 2006 XJ5               | 2 de desembre de 2006  | Socorro              | LINEAR              |
| 185425 - | 2006 XR7               | 9 de desembre de 2006  | Kitt Peak            | Spacewatch          |
| 185426 - | 2006 XW7               | 9 de desembre de 2006  | Palomar              | NEAT                |
| 185427 - | 2006 XX7               | 9 de desembre de 2006  | Palomar              | NEAT                |
| 185428 - | 2006 XX10              | 9 de desembre de 2006  | Kitt Peak            | Spacewatch          |
| 185429 - | 2006 XS16              | 10 de desembre de 2006 | Kitt Peak            | Spacewatch          |
| 185430 - | 2006 XE22              | 12 de desembre de 2006 | Kitt Peak            | Spacewatch          |
| 185431 - | 2006 XX25              | 12 de desembre de 2006 | Catalina             | CSS                 |
| 185432 - | 2006 XO26              | 12 de desembre de 2006 | Catalina             | CSS                 |
| 185433 - | 2006 XJ27              | 13 de desembre de 2006 | Kitt Peak            | Spacewatch          |
| 185434 - | 2006 XK31              | 13 de desembre de 2006 | Eskridge             | Eskridge            |
| 185435 - | 2006 XC33              | 11 de desembre de 2006 | Kitt Peak            | Spacewatch          |
| 185436 - | 2006 XG38              | 11 de desembre de 2006 | Kitt Peak            | Spacewatch          |
| 185437 - | 2006 XB47              | 13 de desembre de 2006 | Mount Lemmon         | Mount Lemmon Survey |
| 185438 - | 2006 XW47              | 13 de desembre de 2006 | Kitt Peak            | Spacewatch          |
| 185439 - | 2006 XR49              | 13 de desembre de 2006 | Mount Lemmon         | Mount Lemmon Survey |
| 185440 - | 2006 XK52              | 14 de desembre de 2006 | Socorro              | LINEAR              |
| 185441 - | 2006 XE54              | 15 de desembre de 2006 | Socorro              | LINEAR              |
| 185442 - | 2006 XQ54              | 15 de desembre de 2006 | Socorro              | LINEAR              |
| 185443 - | 2006 XG57              | 14 de desembre de 2006 | Catalina             | CSS                 |
| 185444 - | 2006 XB59              | 14 de desembre de 2006 | Kitt Peak            | Spacewatch          |
| 185445 - | 2006 YA2               | 17 de desembre de 2006 | 7300 Observatory     | W. K. Y. Yeung      |
| 185446 - | 2006 YN6               | 17 de desembre de 2006 | Mount Lemmon         | Mount Lemmon Survey |
| 185447 - | 2006 YT11              | 18 de desembre de 2006 | Nyukasa              | Nyukasa             |
| 185448 - | 2006 YK13              | 25 de desembre de 2006 | Vallemare di Borbona | V. S. Casulli       |
| 185449 - | 2006 YG26              | 21 de desembre de 2006 | Kitt Peak            | Spacewatch          |
| 185450 - | 2006 YG30              | 21 de desembre de 2006 | Kitt Peak            | Spacewatch          |
| 185451 - | 2006 YS30              | 21 de desembre de 2006 | Kitt Peak            | Spacewatch          |
| 185452 - | 2006 YZ39              | 22 de desembre de 2006 | Kitt Peak            | Spacewatch          |
| 185453 - | 2006 YK41              | 22 de desembre de 2006 | Kitt Peak            | Spacewatch          |
| 185454 - | 2006 YW45              | 21 de desembre de 2006 | Catalina             | CSS                 |
| 185455 - | 2006 YX46              | 22 de desembre de 2006 | Kitt Peak            | Spacewatch          |
| 185456 - | 2007 AT                | 8 de gener de 2007     | Mount Lemmon         | Mount Lemmon Survey |
| 185457 - | 2007 AN2               | 8 de gener de 2007     | Socorro              | LINEAR              |
| 185458 - | 2007 AO6               | 8 de gener de 2007     | Kitt Peak            | Spacewatch          |
| 185459 - | 2007 AD8               | 9 de gener de 2007     | Mount Lemmon         | Mount Lemmon Survey |
| 185460 - | 2007 AG14              | 9 de gener de 2007     | Mount Lemmon         | Mount Lemmon Survey |
| 185461 - | 2007 BK1               | 16 de gener de 2007    | Catalina             | CSS                 |
| 185462 - | 2007 BH4               | 16 de gener de 2007    | Catalina             | CSS                 |
| 185463 - | 2007 BQ4               | 16 de gener de 2007    | Catalina             | CSS                 |
| 185464 - | 2007 BS5               | 17 de gener de 2007    | Catalina             | CSS                 |
| 185465 - | 2007 BC18              | 17 de gener de 2007    | Palomar              | NEAT                |
| 185466 - | 2007 BT35              | 24 de gener de 2007    | Mount Lemmon         | Mount Lemmon Survey |
| 185467 - | 2007 BN37              | 24 de gener de 2007    | Mount Lemmon         | Mount Lemmon Survey |
| 185468 - | 2007 BR42              | 24 de gener de 2007    | Catalina             | CSS                 |
| 185469 - | 2007 BQ45              | 25 de gener de 2007    | Kitt Peak            | Spacewatch          |
| 185470 - | 2007 BT45              | 25 de gener de 2007    | Socorro              | LINEAR              |
| 185471 - | 2007 BV45              | 26 de gener de 2007    | Kitt Peak            | Spacewatch          |
| 185472 - | 2007 BZ62              | 27 de gener de 2007    | Mount Lemmon         | Mount Lemmon Survey |
| 185473 - | 2007 BE67              | 27 de gener de 2007    | Mount Lemmon         | Mount Lemmon Survey |
| 185474 - | 2007 BR74              | 17 de gener de 2007    | Kitt Peak            | Spacewatch          |
| 185475 - | 2007 BA75              | 27 de gener de 2007    | Kitt Peak            | Spacewatch          |
| 185476 - | 2007 CL4               | 6 de febrer de 2007    | Mount Lemmon         | Mount Lemmon Survey |
| 185477 - | 2007 CK6               | 6 de febrer de 2007    | Kitt Peak            | Spacewatch          |
| 185478 - | 2007 CD7               | 6 de febrer de 2007    | Palomar              | NEAT                |
| 185479 - | 2007 CN10              | 6 de febrer de 2007    | Mount Lemmon         | Mount Lemmon Survey |
| 185480 - | 2007 CX27              | 6 de febrer de 2007    | Kitt Peak            | Spacewatch          |
| 185481 - | 2007 CF34              | 6 de febrer de 2007    | Mount Lemmon         | Mount Lemmon Survey |
| 185482 - | 2007 CK38              | 6 de febrer de 2007    | Mount Lemmon         | Mount Lemmon Survey |
| 185483 - | 2007 DX5               | 17 de febrer de 2007   | Kitt Peak            | Spacewatch          |
| 185484 - | 2007 DB85              | 22 de febrer de 2007   | Antares              | Antares Observatory |
| 185485 - | 2007 EL68              | 10 de març de 2007     | Kitt Peak            | Spacewatch          |
| 185486 - | 2007 EP75              | 10 de març de 2007     | Kitt Peak            | Spacewatch          |
| 185487 - | 2007 ED139             | 12 de març de 2007     | Kitt Peak            | Spacewatch          |
| 185488 - | 2007 EF159             | 14 de març de 2007     | Mount Lemmon         | Mount Lemmon Survey |
| 185489 - | 2007 FK33              | 25 de març de 2007     | Mount Lemmon         | Mount Lemmon Survey |
| 185490 - | 2007 GR1               | 9 d'abril de 2007      | Bergen-Enkheim       | Bergen-Enkheim      |
| 185491 - | 2007 GP3               | 9 d'abril de 2007      | Kitt Peak            | Spacewatch          |
| 185492 - | 2007 HA8               | 18 d'abril de 2007     | Anderson Mesa        | LONEOS              |
| 185493 - | 2007 PO42              | 13 d'agost de 2007     | Socorro              | LINEAR              |
| 185494 - | 2007 RB33              | 5 de setembre de 2007  | Anderson Mesa        | LONEOS              |
| 185495 - | 2007 RV141             | 13 de setembre de 2007 | Socorro              | LINEAR              |
| 185496 - | 2007 RR241             | 13 de setembre de 2007 | Socorro              | LINEAR              |
| 185497 - | 2007 RJ260             | 14 de setembre de 2007 | Mount Lemmon         | Mount Lemmon Survey |
| 185498 - | 2007 SN                | 17 de setembre de 2007 | OAM                  | OAM                 |
| 185499 - | 2007 TV40              | 6 d'octubre de 2007    | Kitt Peak            | Spacewatch          |
| 185500 - | 2007 TA54              | 4 d'octubre de 2007    | Kitt Peak            | Spacewatch          |